# Henry Wilson
Henry Wilson (nascido Jeremiah Jones Colbath) (Farmington, 16 de fevereiro de 1812 — Washington, D.C., 22 de novembro de 1875), foi o 18º vice-presidente dos Estados Unidos (1873 a 1875) e senador por Massachusetts (1855 a 1873).

## Vida
Antes e durante a Guerra Civil Americana, ele foi um importante republicano e um forte oponente da escravidão. Wilson devotou suas energias à destruição do "Poder dos Escravos" - a facção de proprietários de escravos e seus aliados políticos que os americanos antiescravistas viam como dominadores do país.
Originalmente um Whig, Wilson foi o fundador do Partido do Free Soil em 1848. Ele serviu como presidente do partido antes e durante a eleição presidencial de 1852. Wilson trabalhou diligentemente para construir uma coalizão antiescravagista, que passou a incluir o Partido do Solo Livre, os democratas antiescravistas, os Barnburners de Nova Iorque, o Partido da Liberdade, membros antiescravagistas do Partido Nativo Americano (Know Nothings) e os antiescravistas Whigs da escravidão (chamados de Whigs da Consciência). Quando o partido Free Soil foi dissolvido em meados da década de 1850, Wilson juntou-se ao Partido Republicano, que ele ajudou a fundar e que foi organizado em grande parte de acordo com a coalizão antiescravista que ele havia alimentado nas décadas de 1840 e 1850.
Enquanto senador durante a Guerra Civil, Wilson foi considerado um "Republicano Radical", e sua experiência como general da milícia, organizador e comandante de um regimento do Exército da União e presidente dos comitês militares do Senado permitiu-lhe ajudar a administração de Abraham Lincoln em a organização e supervisão do Exército da União e da Marinha da União. Wilson foi o autor de projetos de lei que proibiram a escravidão em Washington, DC, e incorporaram os afro-americanos ao esforço da União na Guerra Civil em 1862.
Após a Guerra Civil, ele apoiou o programa Republicano Radical para a Reconstrução. Em 1872, Wilson foi eleito vice-presidente como companheiro de chapa de Ulysses S. Grant, o atual presidente dos Estados Unidos, que estava concorrendo a um segundo mandato. A chapa Grant e Wilson foi bem-sucedida, e Wilson serviu como vice-presidente de 4 de março de 1873 até sua morte em 22 de novembro de 1875. A eficácia de Wilson como vice-presidente foi limitada depois que ele sofreu um derrame debilitante em maio de 1873, e sua saúde continuou declinou até ser vítima de um derrame fatal enquanto trabalhava no Capitólio dos Estados Unidos no final de 1875.
Ao longo de sua carreira, Wilson foi conhecido por defender causas que às vezes eram impopulares, incluindo os direitos dos trabalhadores para negros e brancos e a abolição da escravidão. O político de Massachusetts George F. Hoar, que serviu na Câmara dos Representantes dos Estados Unidos enquanto Wilson era senador, e mais tarde serviu no próprio Senado, acreditava que Wilson era o organizador político mais habilidoso do país. No entanto, a reputação de Wilson quanto à integridade pessoal e princípios políticos foi um tanto prejudicada no final de sua carreira no Senado por seu envolvimento no escândalo do Crédit Mobilier.